# Gumenjak
Gumenjak je plovilo koje su uglavnom lakše od plastičnih plovila. Imaju visoke performance i veliki kapacitet putnika ili opreme.
Zbog odličnih svojstava gumenjaci se često koriste od strane vojske, policije, obalne straže, prijevoz putnika te za ostale profesionalne svrhe.

## Vrste gumenjaka
Postoje gumenjaci s:
- plastičnim dnom,
- gumenim/drvenim dnom.

Gumenjaci s gumenim/drvenim dnom se proizvode uglavnom do veličine 4 metra, a preko toga se rade s plastičnim dnom. U današnjoj brodogradnji sve više se koristi plastično dno najviše zbog toga što je plastično dno čvršće te omogućava ugradnju većeg/jačeg motora. Što gumenjak ima mogućnost ugradnje jačeg motora, to znači da je dno kvalitetnije.

## Maritimne sposobnosti
Gumenjaci imaju odlične maritimne sposobnosti. Savršeni su za loše vremenske prilike jer zadržavaju plovnost čak i ako se potpuno napune morem.

## Vanjske poveznice
|  | Zajednički poslužitelj ima još gradiva o temi Gumenjaci |